# Pozo de Almoguera
Pozo de Almoguera – gmina w Hiszpanii, w prowincji Guadalajara, w Kastylii-La Mancha, o powierzchni 16,72 km². W 2011 roku gmina liczyła 118 mieszkańców.